# Белизско-испанские отношения
Белизско-испанские отношения — двусторонние дипломатические отношения между Белизом и Испанией. Государства являются членами Организации Объединённых Наций.

## История
В 1494 году был подписан Тордесильясский договор, по которому весь запад Нового Света, включая нынешний Белиз, принадлежал Испании. Позже, в середине XVI века, испанцы захватили эту территорию, объявив её испанской колонией и включив её в состав Генерального капитанства Гватемала 27 декабря 1527 года. Во второй половине того же века Белиз был интегрирован в штат Юкатан, в вице-королевство Новая Испания. В 1530 году завоеватель Франсиско де Монтехо, напав на начанканских майя и Белиз, потерпел неудачу в своей попытке подчинить майя испанскому правлению, территория оставалась под властью Испании. Таким образом, первые письменные документы, свидетельствующие об испанском присутствии в Белизе, были зарегистрированы в 1544 году. Первые поселенцы обосновались в майянском городе Ламанай, где в 1570 году была построена испанская колониальная церковь. Именно этот город впитал в себя основные европейские влияния в Белизе. В свою очередь, первые испанские миссионеры прибыли на территорию Белиза в 1550 году и проповедовали христианство населению района Чолес (языковая группа, принадлежащая к этнической группе кекчи), достигнув залива Аматике (в современной провинции Верапас, в южной части Белиза).
Однако испанцев, поселившихся там, было мало из-за нехватки важных для них ресурсов, таких как золото, и сильной обороны майя на полуострове Юкатан. Таким образом, испанские поселенцы, проживавшие в Белизе, часто воевали с майя, которые, кроме того, страдали от рабства и болезней, принесенных испанцами.
После середины XVI века свидетельств об испанских исследованиях в Белизе, хотя и не о евангелизации, практически нет: в 1618 году был евангелизирован регион Пукте на севере современного Белиза, а в 1621 году в центральной части территории проживали мопане и типуэ.
Единственным исключением из истории испанских исследований в Белизе после середины XVI века является путешествие доминиканского монаха Хосе Дельгадо, в 1677 году, который путешествовал по Белизу, направляясь в муниципалитет Бакалар в мексиканском штате Кинтана-Роо. Однако он не смог продолжить свой путь, поскольку, не дойдя до мексиканского муниципалитета, был схвачен и разграблен англичанами в районе реки Тесок, вероятно, современной реки Маллинс.
В период с 1638 по 1695 год майя, проживавшие в Типу, пользовались автономией от испанского владычества. В 1696 году испанские солдаты использовали Типу в качестве базы для умиротворения этого региона и поддержки миссионерской деятельности. В 1697 году испанцы захватили Ицу, а в 1707 году насильно переселили жителей Типу в район, расположенный недалеко от озера Петен-Ица.
В 1717 году, после британского поселения в Белизе в XVI—XVII веках, и чтобы удалить иностранцев с этой территории, армия под командованием маршала Антонио Фигероа и Сильвы Ласо, губернатора полуострова Юкатан, изгнала англичан из Рио-Белиза. Тем не менее, со временем британцы вернулись, поэтому эта экспедиция развилась в серию испанских рейдов с целью их изгнания.
Позднее, 20 января 1783 года, Великобритания и Испания подписали мирный договор, а вскоре после этого — Версальский договор, по которому Испания уступила Великобритании небольшую часть нынешнего Белиза, площадью около 1482 км² или 4804 км², расположенную между реками Рио-Ондо и Белиз. Кроме того, в связи с просьбой британских поселенцев о предоставлении большей территории для расширения сферы их влияния, поскольку выделенная им территория была весьма ограниченной, была заключена Лондонская конвенция 1786 года, по которой Испания передала ей ещё 1883 км² Белиза (до реки Сибун или Лагуна Манате, к югу от реки Белиз).
Где-то между 1786 и 1796 годами испанский чиновник, посетивший Юкатан, чтобы сообщить о деятельности байменов, указал, что баймены опасно расширяют свои границы, чтобы перекрыть доступ к красильному хозяйству также и в Кампече, недалеко от города с испанским населением. Поэтому Испания отдала приказ о немедленном изгнании поселенцев, оккупировавших Белиз. Это спровоцировало войну между Великобританией и Испанией на побережье Белиза в сентябре 1798 года, которая получила название «Битва у острова Сент-Джорджес» и закончилась поражением испанцев. Благодаря этому британцы смогли остаться на территории Белиза и по всей континентальной части Центральной Америки, свободно осуществляя своё господство в этом регионе, хотя формально территория оставалась испанской.

## Этнографические связи
Согласно переписи населения Белиза 2000 года, из 322 000 человек, проживающих в этой стране, потомки испанцев составляют 15 % населения. Большинство из них до сих пор проживают в Коросале и Ориндж-Уок-Тауне, некоторых из мест, где поселились их предки, эмигрировавшие в Белиз с Юкатана в 1840-х годах. Кроме того, благодаря испано-американской (в основном центральноамериканской) иммиграции, примерно для 46 % населения Белиза испанский язык является родным.

## Дипломатические отношения
Двусторонние отношения можно охарактеризовать как отличные, без существенных споров. В Белизе присутствует символическое испанское деловое присутствие, и между двумя странами не было выявлено никаких экономических или политических споров.

## Экономические отношения
Экономические и торговые отношения имеют ограниченное значение. Испания является четвертым торговым партнёром Белиза среди европейских стран. Некоторые испанские компании вели деятельность в стране в сфере образования, здравоохранения, водоснабжения и санитарии. Особого внимания заслуживают инвестиции Белиза в сектор недвижимости и гостиничного бизнеса в Испании.

## Сотрудничество
Сотрудничество с Белизом началось в ноябре 2001 года, когда в Бельмопане было подписано Соглашение о научно-техническом сотрудничестве между правительством этой страны и правительством Испании. В 2000 и 2001 годах сотрудничество Испании с Белизом было сосредоточено на оказании гуманитарной помощи на сумму 60 101 евро в год для смягчения последствий ураганов «Кит» в 2000 году и «Ирис» в 2001 году. 8 октября 2002 года в городе Белиз состоялось подписание I Совместной комиссии по сотрудничеству Белиза и Испании в соответствии с вышеупомянутым Соглашением.

## Дипломатические представительства
Белиз имеет посольство и почётные консульства в Мадриде, Барселоне и Пальма-де-Майорке. Интересы Испании в Белизе представлены через посольство в Гватемале и почётное консульство в городе Белиз.